# Tenimenti Luigi d'Alessandro
Tenimenti Luigi d'Alessandro è un'azienda vinicola nel sud-est della Toscana. È stata fondata nel 1967 quando la famiglia d'Alessandro ha acquisito circa 100 ettari della Fattoria di Manzano a Cortona, in provincia di Arezzo. La Fattoria di Manzano, nel secolo scorso di proprietà delle famiglie aristocratiche fiorentine Diligenti e Magi, è sin dal '700 tra le principali aziende agricole della Val di Chiana.

## Storia e produzione
Nel 1988 sui primi cinque ettari di terreno, inizia una sperimentazione per verificare le potenzialità vitivinicole della zona. Quattro anni di lavoro di zonazione vinicola, di studio di stratigrafia dei vari terreni, del clima e di micro-vinificazioni, hanno confermato che il Syrah esprimeva il migliore rapporto terreno/vitigno.
La perfetta acclimatazione del Syrah nella zona viene formalmente riconosciuta nel 1999 quando, anche grazie alla collaborazione con Antinori e Ruffino, nasce la D.O.C. Cortona. Successivamente l'azienda si estende su circa quaranta ettari di Syrah e Viognier ad alta densità d'impianto, con una produzione media di 100.000 bottiglie.

## Premi e riconoscimenti
- L'etichetta sulla bottiglia per il Migliara Cortona Syrah 2006, nel 2009, è stata premiata con 98/100 punti dalla rivista Wine Spectator [2].
- Il critico Jacques Benoit ha assegnato quattro stelle[3] al vino Migliara 2008 in luogo della manifestazione Tre Bicchieri World Tour 2012, tenutasi a Montreal e promossa dal Gambero Rosso[senza fonte].
- James Suckling ha inserito Migliara nella selezione “Tuscan Collectibles”, premiando le annate 2006, 2007 e 2008 rispettivamente con 96, 97 e 98 punti [4].
- La guida Gambero Rosso ha conferito il riconoscimento "Tre Bicchieri” al Migliara 2007 [5] e 2008 [6].
- Il Bosco 2007 ha ricevuto la medaglia d'oro al "Syrah Du Monde" 2011, classificandosi primo tra gli italiani e quarto nel ranking generale.[7]
- L'Associazione italiana sommelier ha conferito il riconoscimento "5 Grappoli Duemilavini" ad Il Bosco 2008 [8] e 2009 [9].
- La guida Gambero Rosso ha conferito il riconoscimento “Tre Bicchieri” ad Il Bosco 2009.[10]